# Химмотология
Химмотология(от химия, мотор и логия) — это прикладная наука об эксплуатационных свойствах, качестве и рациональном применении в технике топлив, масел, смазок и специальных жидкостей. Название новой науки было предложено в 1964 году советским учёным в области смазочных масел профессором К. К. Папоком.

## Задачи химмотологии
- Оптимизация качества топлив и смазочных материалов
- Повышение эффективности использования топлив и смазочных материалов
- Создание и совершенствование системы и методов оценки качества топлив и смазочных материалов

## Цель химмотологии
Цель химмотологии — улучшение эксплуатационных свойств горюче-смазочных материалов (ГСМ). Эти свойства проявляются в условиях эксплуатации техники и в значительной мере определяют её работоспособность, экономичность и надёжность.
К эксплуатационным свойствам ГСМ относятся: энергетические свойства, воспламеняемость, горючесть, детонационная стойкость (антидетонационные свойства), склонность к нагаро- и лакообразованию, прокачиваемость, электризуемость топлив; моюще-диспергирующие свойства моторных масел; физическая и химическая стабильность, испаряемость, гигроскопичность, низкотемпературные, коррозионные, защитные, антифрикционные, противоизносные и противозадирные свойства, пожаро- и взрывоопасность, токсичность топлив, смазочных материалов и специальных жидкостей.
Химмотология базируется на таких научных дисциплинах как органическая химия, физическая химия, физика горения и взрыва, гидродинамика, трибология.  
Новые теоретические вопросы возникают перед химмотологией в связи с применением в технике альтернативных топлив и новых синтетических смазочных материалов.

## Квалификационный метод оценки качества
Для изучения эксплуатационных свойств ГСМ разработаны и широко применяются специальные методы и комплексы методов оценки этих свойств.
Наиболее полную оценку всех эксплуатационных свойств ГСМ можно получить квалификационным методом оценки качества.
Квалификационные методы оценки эксплуатационных свойств ГСМ являются, как правило, лабораторными методами, базирующимся на использовании различных модельных установок и специальных лабораторных приборов, позволяющих в заданных условиях проводить сравнительную оценку эксплуатационных свойств опытных и эталонных образцов ГСМ.
Важной теоретической задачей химмотологии является установление взаимосвязи между химическим составом и физическим состоянием топлива, масел и их эксплуатационными свойствами.

## Организации, ведущие научную и образовательную деятельность в области химмотологии
- 25-й Государственный научно-исследовательский институт химмотологии Министерства обороны Российской Федерации
- Всероссийский научно-исследовательский институт по переработке нефти (бывший ЦИАТИМ)
- НЦ-121 Государственного НИИ гражданской авиации
- Кафедра химии и технологии смазочных материалов и химмотологии Российского государственного университета нефти и газа им. И. М. Губкина
- Базовая кафедра «Химмотология горюче-смазочных материалов» Российского государственного университета нефти и газа им. И. М. Губкина